# 范廷兰
范廷兰（1903年—1938年），字雅轩，男，河南温县人，中華民國國民革命軍高級將領，少將军衔，抗日战争中陣亡。

## 生平
抗日战争期間，隸屬豫北別動隊第五總隊，是為該游擊隊之總隊長。1938年3月28日陣亡於河南修武。